# رأس حبليات
حبليات الرأس أو الرأس حبليات أو راسية الحبل أو الحبليات الرأسية  هي شعيبة من شعيبات الحبليات وتحدد بوجود الحبل الظهري، وفي الأغلب تعيش في المحيطات الحديثة ومن الأمثلة على حبليات الرأس السهيم. تعتبر هذه الشعيبة من أهم شعيبات الحبليات الاولية حيث تظهر افرادها الصفات المميزه للحبليات وتضم حيوانات بحرية المعيشة ومن أمثلتها الرميح (الاسم العلمي:Amphioxus).

## خصائص حبليات الرأس
حبليات الرأس تتبع للمملكة الحيوانية، وهي من الحيوانات البحرية، ويكون جسمها بالأغلب مجزأ. تمتلك حبليات الرأس أجهزة تمتد على طول الحبل الظهري مثل : حبل عصبي، وجهاز هضمي، وجهاز تنفسي ويمتد الحبل الظهري على طول الجسم طوال حياة الحيوان، ولا يختفي أو يتحول إلى عظام. ويوجد في حبليات الرأس أهداب حول محيط الفم لمساعدتها في الحصول على الغذاء. تملك حبليات الرأس شقوق خيشومية تساعدها على التنفس. كما أن الجنس فيها منفصل.

## الاكتشاف
أعداد الأفراد في هذه الشعيبة قليلة جدا ولا تملك أجزاء صلبة، لذلك من الصعب العثور على مستحاثات لها، ورغم ذلك عثر على أنواع متحجرة من حبليلت الرأس في صخور قديمة جدا سبقت عصر الفقاريات وهو حيوان السجيل في كولومبيا البريطانية يعود للعصر كمبري الأوسط، وعثر على نوع اخر(Yunnanozoon) في جنوب الصين يعود للعصر كامبري المبكر.

## السهيم
هو حيوان صغير الحجم حوالي حوالي 5-7 سم يعيش بالماء ويدفن نفسه بالرمال أثناء النهار وينشط ليلاً ولا يظهر إلا الجزء الأمامي الذي به الفم وهو يشبه السهم حيث أن مؤخرته مدببة ومقدمة جسمه بها لوامس تشبه ريشة السهم، الجسم منضغط من الجانبين وفي ثلثي الجزء الأمامي للجسم يفلطح السطح البطني مكوناًُ ما يعرف بالثنيتان الجانبيتان، وتوجد الزعنفة البطنية عند نهاية الثنيتان وتمتد لخلف الجسم حتى فتحة الشرج والتي تبدأ بعدها الزعنفة الذيلية والتي تستمر على الجزء الظهري من الذيل من بعدها للأمام توجد الزعنفة الظهرية والتي تمتد أماماً للمقدمة.
يتحرك السهيم بانقباض وانبساط العضلات المحيطة بالجسم والتي على شكل رقم 7 ورأسه متجه للأمام.
جلد السهيم من النوع الناعم لعدم احتوائه على هيكل خارجي أما الهيكل الداخلي فيتكون من الحبل الظهري الذي يمتد بطول الحيوان وهو يتكون من خلايا يحيط بها نسيج ضام جيلاتيني وغلاف ليفي

### الجهاز الهضمي
منطقة الفم تحاط بجدارين جانبيين يشكل ما يسمى بالقلنسوة الفمية والتي تحمل على حافتها زوائد فمية لها وظيفة حسية كما أنها تتشابك معاً لتمنع دخول حبات الرمل إلى السهيم كما أن حركة هذه الزوائد تؤدي لتيار من الماء لدخول الغذاء والأكسجين للحيوان، والقلنسوة الفمية تحيط بتجويف يسمى بالدهليز والذي يحده من الخلف النقاب أو البرقع لأن به فتحة واحدة وهي فتحة الفم يحيط بها زوائد برقعية من ناحية البلعوم، أما الجهة الأمامية للبرقع فيوجد عليها زوائد إصبعية الشكل تسمى العضو العجلي ويغطي سطحه أهداب طويلة كثيرة الحركة تتسبب في عمل تيار للماء ليدخل القلنسوة ومنه للفم، وأعلى القلنسوة توجد حفرة هاتشوك وهي يعتقد أنها عضو للتذوق، ويفتح الفم في البلعوم والذي قد يصل لمنتصف الجسم وجوانب البلعوم بها فتحات مائلة تسمى الفتحات الخيشومية والتي تنفصل عن بعضها بالعوارض الخيشومية أما قاع البلعوم فيسمى القلم الداخلي وبه ميزاب أو أخدود يحتوي على أهداب واربع مجموعات غدية تفرز مخاط يساعد على التصاق الطعام به وتعمل الأهداب على دفع المخاط والغذاء الملتصق به للأمام حتى الشريط حول البلعوم والذي يحمل أهداب تدفع الطعام لأعلى البلعوم حيث يوجد ميزاب فوق بلعومي يمتد بطول سقف البلعوم وبه أهداب تدفع الطعام للخلف تجاه المريء وكذلك العوارض الخيشومية تحتوي على أهداب تدفع الطعام لأعلى تجاه التيار المتولد من الفتحة الفوق البلعومي.
ومن يبدأ المريء وهو ضيق وينقل الطعام إلى المعدة الأكثر اتساعاً والتي يخرج منها كيس غدي يمتد على الجانب الأيمن للبلعوم مكونا الأعور الكبدي وهو يمثل الكبد في الفقاريات ويمتد لخلف المعدة انبوبة مستقيمة تمثل الأمعاء والتي تفتح للخارج على الجانب الأيسر من الحيوان على الزعنفة البطنية فتحة الاست، ويحيط السيلوم بالأمعاء من كل جانب إلا الجانب الظهري حيث توجد المساريقا.

### الجهاز التنفسي
ويتم التبادل الغازي في السهيم عن طريق الجلد والفتحات الخيشومية والتي تكون معراة في الطور الجنيني إما باستمرار النمو تتغطى بغطاء البهو والذي يشكل تجويف البهو ويفتح قبل الزعنفة البطنية بفتحة البهو.

### الجهاز الدوري
لا يوجد قلب في السهيم ولكن الذي يساعد على دفع الدم وجود بصيلات منقبضة على الأبهر البطني والذي يتفرع منها على الجانبين أوعية دموية واردة إلى منطقة الفتحات الخيشومية ويتسلم الدم المؤكسد أوعية دموية صادرة والتي تتجمع في أبهران ظهريان أيمن وأيسر يمتدان على السطح الظهري للبلعوم وعلى جانبي الميزاب فوق الخيشومي للأمام ليعطي كلا منهما شريان سباتي في المنطقة الأمامية، ويتحد الأبهران خلف البلعوم ليكونا وعاء متوسط يعرف بالأبهر الظهري المتوسط والذي يمتد للخلف وتخرج منه فروع لتغذية الجسم ويمتد في الذيل ليكون الشريان الذيلي وتتفرع هذه التفرعات إلى شعيرات دموية والتي تتجمع بدورها في الوريد الذيلي والوريد تحت المعوي ليصب في الوريد الكبدي البابي الذي يدخل الكبد ليتفرع لشعيرات دموية ثم تتجمع الشعيرات الدموية لتعطي الوريد الكبدي الذيل يتصل بالأبهر البطني.
الدم في السهيم عديم اللون ولا يحتوي على خلايا إلا بعض خلايا أميبية وقليل من كرات الدم الحمراء.

### الجهاز الإخراجي
وهو عبارة عن أنابيب دقيقة تعرف بالنفريدات وهي توجد في الجدار الظهري لتجويف البهو وتفتح في مقابل الفتحات الخيشومية الأولية وتماثلها في العدد
وكل نفريدة تتركب من انبوبة ملتوية بها انتفاخات أعورية تفتح بها خلايا صولجانية أو لهابية تجمع المواد الإخراجية وتدفعها إلى النفريدة ومنها إلى الفتحة الإخراجية ثم إلى البهو لتخرج مع تيار الماء من ثقب البهو

### الجهاز التناسلي
الجنس منفصل في السهيم ويحتوي على عدد من المناسل على جانبي البلعوم وبداية القناة الهضمية.